# L'abito fa il monaco
L'abito fa il monaco (The Zoot Cat) è un film del 1944 diretto da William Hanna e Joseph Barbera. È il tredicesimo cortometraggio animato della serie Tom & Jerry, prodotto dalla Metro-Goldwyn-Mayer e uscito negli Stati Uniti il 26 febbraio 1944. Nel cartone animato è presente un grande utilizzo dello slang degli anni '40 (non replicabile nella versione italiana), una parodia del popolare (ma controverso) zoot suit e alcuni tratti obsoleti della cultura popolare degli anni '30. Il titolo italiano del corto è invece un gioco di parole sul famoso proverbio "l'abito non fa il monaco".

## Trama

Tom in zoot suit.

Tom va a trovare una gattina di nome Toots portandole Jerry in regalo. Ella considera però antiquati lo stile e i modi di Tom, e lo rifiuta. Inseguendo Jerry, che si è liberato e l'ha preso in giro, Tom vede Toots ascoltare alla radio una pubblicità sulla nuova moda dello zoot suit, e decide di aggiornarsi. Si cuce il suo zoot suit usando il tessuto di un'amaca, crea un cappello da un paralume e usa un attaccapanni per allargarsi le spalle. Si ripresenta quindi da Toots nelle nuove vesti, e la gattina, sbalordita, accetta la visita di Tom. I due si mettono a ballare, nonostante il gatto venga continuamente disturbato da Jerry. Tom inizia poi a suonare il piano corteggiando Toots, ma Jerry gli dà fuoco a un piede. Tom insegue Jerry per vendicarsi  cadendo però in una botola aperta dal topo e finendo nel seminterrato. Al ritorno, si rimette a inseguire Jerry, ma il topo aggancia una tapparella all'attaccapanni che Tom ha nello zoot suit. Tom rimane così appeso alla tapparella, ma non prima di venire inzuppato nell'acquario sottostante. L'acqua fa restringere i suoi vestiti al punto che questi saltano via dal suo corpo. Essi sono ora della misura di Jerry, che li indossa e se ne va ballando.